# 鹿児島青年師範学校
| 鹿児島青年師範学校 （鹿児島青師） | 鹿児島青年師範学校 （鹿児島青師） |
| --------------------------------- | --------------------------------- |
| 創立                              | 1944年（昭和19年）                |
| 所在地                            | 鹿児島県伊敷村 （現 鹿児島市）    |
| 初代校長                          | 鈴木重雄                          |
| 廃止                              | 1951年（昭和26年）                |
| 後身校                            | 鹿児島大学                        |
| 同窓会                            |                                   |

鹿児島青年師範学校 （かごしませいねんしはんがっこう） は、1944年 （昭和19年） に設立された青年師範学校である。

## 概要
- 1924年（大正13年）設立の「鹿児島県立実業補習学校教員養成所」を起源とする。
- 1944年（昭和19年）の師範教育令の一部改正により、官立（国立）移管され「鹿児島青年師範学校」に改称。
- 学制改革により、新制鹿児島大学教育学部の母体の一つとして包括された。

## 沿革
- 1924年（大正13年）4月 - 鹿児島高等農林学校に「鹿児島県立実業補習学校教員養成所」として附設される。
  - 修業年限を1年、入学資格を小学校教員資格を有し、かつ教員経験のある男子とする。
- 1928年（昭和3年）
  - 4月 - 女子部を設置。
  - 7月 - 鹿児島高等農林学校構内に新校舎が完成。
- 1935年（昭和10年）4月 - 「鹿児島県立青年学校教員養成所」に改称。（青年学校令により実業補習学校が青年学校となる。）
  - 修業年限を2年、入学資格を師範学校・中等学校の卒業者とする。
- 1937年（昭和12年）4月 - 鹿児島郡伊敷村 （現・鹿児島市伊敷） に移転。
- 1938年（昭和13年）5月 - 男子臨時養成科を設置。
- 1938年（昭和13年） - 附属青年学校を設置。
- 1941年（昭和16年）4月 - 女子臨時養成講習科（1年制）を設置。
- 1944年（昭和19年）4月 - 官立（国立）移管の上、「鹿児島青年師範学校」に改称。
  - 修業年限を3年、入学資格を中等学校卒業者とする。
- 1946年（昭和21年）3月 - 女子臨時講習科を廃止。
- 1947年（昭和22年）
  - 3月 - 男子臨時養成科を廃止。
  - 4月1日 - 学制改革（六・三制の実施）の実施により、附属中学校（新制中学校）を開設。
- 1948年（昭和23年）4月 - 附属高等学校（新制高等学校）を開設。
- 1949年（昭和24年）5月31日 - 新制鹿児島大学の発足により、「鹿児島大学鹿児島青年師範学校」と改称。
  - 鹿児島師範学校と共に、鹿児島大学教育学部の母体となった。
  - 青年師範学校としての生徒募集は停止し、在校生が卒業するまでの間存続されることとなる。
- 1951年（昭和26年）3月31日 - 廃止。同時に附属中学校も廃止され、鹿児島大学教育学部附属中学校に統合される。
- 1951年（昭和26年）4月1日 - 附属高等学校が鹿児島大学教育学部附属高等学校に改称
- 1953年（昭和28年）3月31日 - 鹿児島大学教育学部附属高等学校廃止。跡地に鹿児島市立鹿児島園芸高等学校（鹿児島県立鹿児島東高等学校の前身校）伊敷分校が開校

## 校地
鹿児島県立実業補習学校教員養成所として発足当初は、鹿児島市荒田 （現 郡元） の鹿児島高等農林学校に併設された。鹿児島県立青年学校教員養成所となった後、鹿児島郡伊敷村脇田 （現 鹿児島市伊敷） の伊敷小学校校内の青年学校校舎に移転。1940年12月に同地に新校舎が完成し、落成式を挙行。後身の官立鹿児島青年師範学校は同校地を引き続き使用した。

## 歴代校長
鹿児島県立実業補習学校教員養成所・青年学校教員養成所
- 所長： 草野嶽男 （1924年4月 - 1937年4月） * 鹿児島高等農林学校教授 （のち校長）
- 所長： 苅谷建男 （1937年4月 - 1944年3月）

官立鹿児島青年師範学校
- 校長： 鈴木重雄 （1944年4月 - 1945年11月24日[1]） * 鹿児島農林専門学校教授
- 校長： 桜井精兵 （1945年11月24日[1] - 1949年5月） * 前・岐阜農林専門学校教授
- 校長： 有馬純次 （1949年6月 - 1951年3月） * 新制鹿児島大学教育学部 初代学部長

## 関連書籍
- 『鹿児島大学十年史』　鹿児島大学、1960年。